# Sidi Ladjel
Sidi Ladjel là một đô thị thuộc tỉnh Djelfa, Algérie. Dân số thời điểm năm 2002 là 11.776 người.